# Longola
Longola è un'area archeologica situata a Poggiomarino, nella città metropolitana di Napoli, nella valle del Sarno, ad est del Vesuvio. Gli scavi hanno messo alla luce un villaggio dell'età del bronzo, costruito su degli isolotti artificiali affiancati da canali navigabili in un'area paludosa. L'ambiente anaerobico ha permesso agli archeologi di ritrovare l'intera struttura degli isolotti e alcune piroghe in legno in un ottimo stato di conservazione.
Dal febbraio 2018, il Parco Archeo-Fluviale di Longola è visitabile, che ospita una ricostruzione di alcune capanne protostoriche del villaggio protostorico della popolazione dei Sarrasti.

## Storia
Gli importanti resti archeologici, sottoposti a intense campagne di scavo dal 2001, rivelarono una stratificazione di costruzioni, capanne e aree artigianali, appartenenti ad un periodo storico che interessa l'età del bronzo.
Tra i resti più significativi sono da segnalare la struttura lignea degli isolotti artificiali, così come tre piroghe tagliate in tronchi d'albero perfettamente conservate.

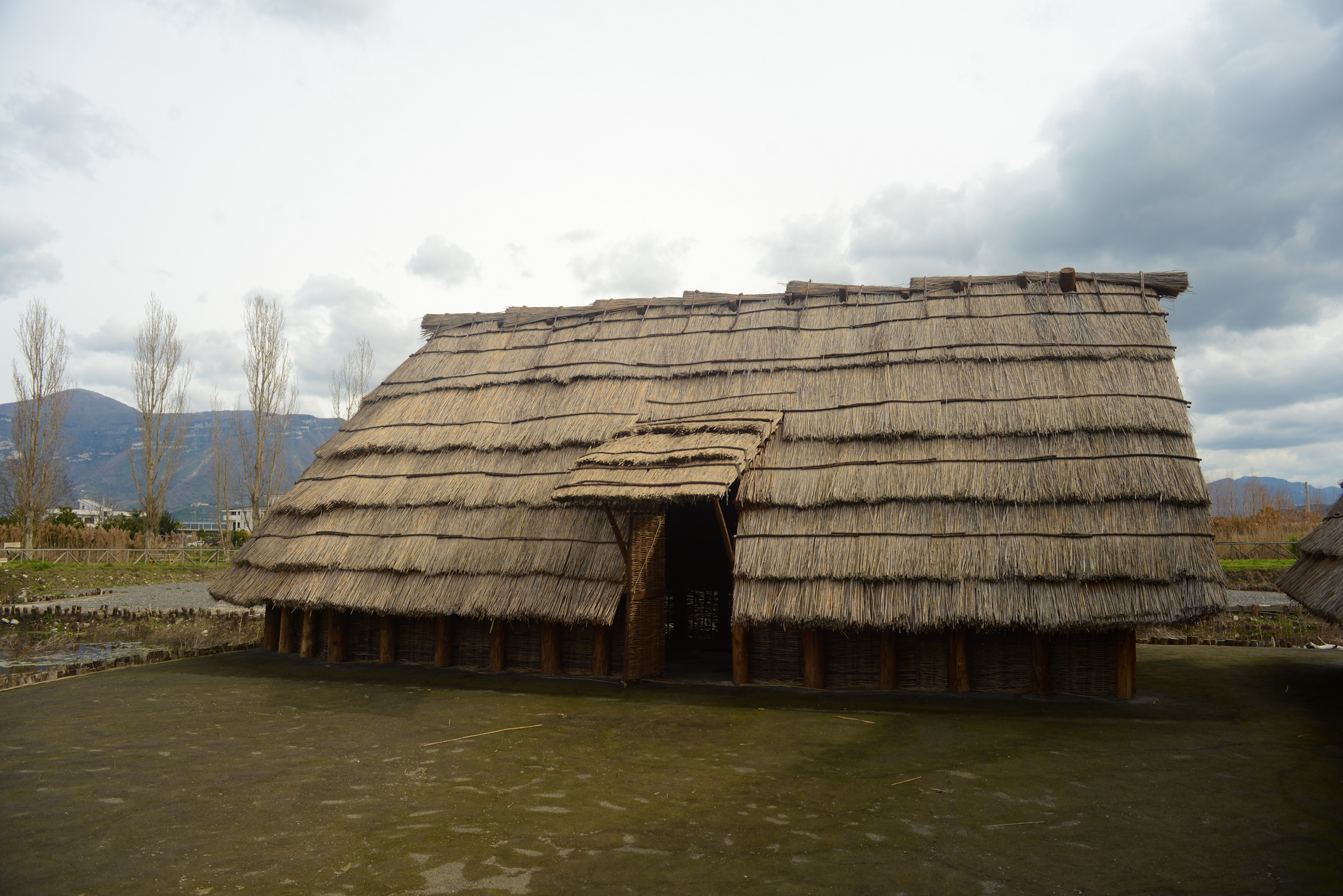
Capanna del villaggio protostorico

### Scavi archeologici in località Longola
Come spesso accade, il sito fu scoperto per puro caso. Nel novembre del 2000, in diverse discariche, fra cui nei comuni di Sarno e di San Valentino Torio furono individuati cumuli di terreno di scarto ricchi di resti ceramici, faunistici e lignei, di epoca protostorica e di conseguenza fu avvisata la Soprintendenza archeologica di Pompei (oggi Soprintendenza Speciale per i Beni Archeologici di Napoli e Pompei) che subito avviò un'indagine. Arrivò sul posto la prof.ssa Claude Albore Livadie, direttore di Ricerca presso il Centro Nazionale della Ricerca Scientifica (CNRS), la quale indagò sulla provenienza del terreno portato come rifiuto scoprendo che proveniva dalla vicina località Longola di Poggiomarino, dove si stava scavando una vasca per la costruzione di un depuratore del fiume Sarno. I lavori furono immediatamente sospesi dalla Soprintendenza e fra dicembre 2000 e gennaio del 2001 fu istituito un team di archeologi sotto la direzione della stessa Claude Albore Livadie per effettuare il primo saggio di scavo.
Durante i saggi furono portati alla luce dei reperti di straordinaria importanza e una serie di abitati, sovrapposti l'uno all'altro, databili dal Tardo Bronzo (1000 a.C. circa) fino agli inizi del VI sec. a.C. attribuiti al popolo dei Sarrasti. La scoperta fu di grande importanza in quanto per la prima volta in Campania erano stati rinvenuti insediamenti di tale continuità e collocabili in una linea temporale così estesa: grazie a ciò fu possibile colmare la lacuna conoscitiva tra le fasi dell'età del Bronzo e la fondazione di Pompei.
L'insediamento, che avrebbe avuto probabilmente la funzione di porto fluviale sulle rive del fiume Sarno, era caratterizzato da tanti piccoli isolotti sostenuti da robusti tronchi di quercia piantati nel fondale melmoso in modo da consolidarlo. I bordi erano raffortati da pali e paletti infitti verticalmente (successivamente sostituiti da travi squadrate) formando così una rete di canali navigabili. Il legno portato alla luce era in eccellente stato di conservazione e furono rinvenuti resti di capanne e di alcune imbarcazioni.
Dal ritrovamento di resti paleobotanici e paleofaunistici fu possibile ricostruire il contesto ambientale caratterizzato dalla presenza di boschi di querce e di abbondante fauna anche selvatica quali cinghiali, orsi, caprioli, cervi ecc. Il tipo di insediamento dimostra che gli abitanti del luogo avevano una buona conoscenza di ingegneria idraulica e una conoscenza dei materiali utilizzabili per costruire le abitazioni: la superficie degli isolotti era stata bonificata e rialzata varie volte durante il corso dei secoli utilizzando tecniche diverse. Per giunta, il rinvenimento di numerosi oggetti semilavorati di uso comune e i relativi scarti di lavorazione quali bronzo, ferro, ambra e pasta vitrea, confermava l'attitudine di questa comunità nella lavorazione di tali materiali e allo scambio di beni di prestigio.
Gli studiosi ipotizzano che la zona venne abbandonato a causa di un'alluvione avvenuta all'inizio del VI sec. a.C. e che proprio da questa migrazione unita a quella degli abitanti della valle superiore del Sarno potrebbero essere nate due importanti città della Valle del Sarno: Pompei e Nuceria.

## Genesi del Parco Archeo-Fluviale

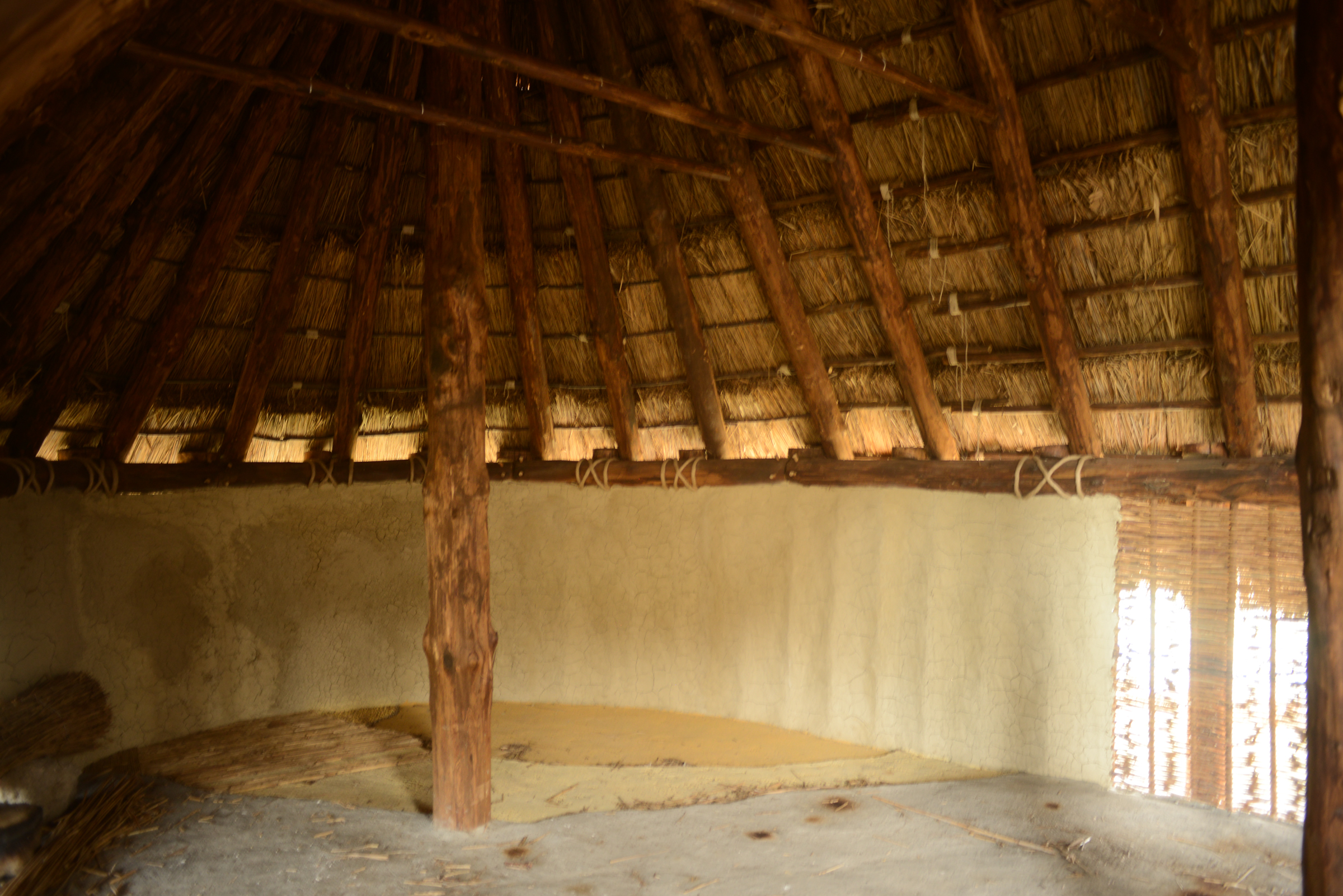
Interno di una capanna, con intonaco ricostituito

Il 17 gennaio 2012 ci fu una conferenza fra il sindaco Leo Annunziata e i rappresentanti dei vari organi competenti, quali Soprintendenza per i beni archeologici di Napoli e Pompei, Ministero dei beni culturali, il gruppo archeologico "Terramare 3000" e l'Assessorato regionale ai lavori pubblici. Dal dibattito emerse che a causa della mancanza di fondi per bonificare la zona e portare a termine gli scavi, l'unica soluzione per evitare il deterioramento del villaggio portato alla luce, era quella di ricoprire tutto con l'argilla e di valorizzare il sito con la realizzazione di un parco archeologico sperimentale.
Il 20 maggio 2014, venne presentato il progetto di valorizzazione degli scavi denominato Sito Archeo-Fluviale di Longola. I lavori iniziarono il 28 luglio dello stesso anno.
Il 2 maggio 2016, il comune di Poggiomarino, pubblica un video sul portale YouTube, che viene poi condiviso su vari Social, per mostrare lo stato di avanzamento della dei lavori relativi alla realizzazione del parco Archeo-Naturalistico di Longola, evidenziando che la percentuale dei lavori fatti era all' 80%.I lavori giungono al termine il 31 marzo 2017. Il bando di gara per l’appalto di esecuzione dei lavori di realizzazione del parco venne pubblicato il 29 gennaio 2015.
Il 20 settembre 2017 venne pubblicato il bando di gara per la concessione dei servizi integrati di gestione del Parco Archeologico-Naturalistico che alla scadenza del 6 novembre 2017 non ebbe nessun riscontro. Il 10 febbraio 2018 il parco viene inaugurato, in presenza delle autorità.
Il progetto si sviluppa in un'area di circa 30000 m² intorno all'area degli scavi che resta di competenza esclusiva della soprintendenza. Prevede l'ingresso dall'area ovest del sito e (procedendo lungo il percorso in senso antiorario, nell'ordine): un'area di accoglienza e parcheggio, una struttura per spettacoli all'aperto, punti di ristoro e servizi, una vasca per la fitodepurazione, aree giochi, orti, laboratori, serre e spazi per le attività didattiche all'aperto, un padiglione per l'osservazione di uccelli e un'aula multimediale. L'area più interessante si trova a est del sito, dove è ricostruito un vero e proprio villaggio lacustre con la riproduzione fedele delle capanne preistoriche e del sistema di isolotti e paludi così come erano al tempo dei Sarrasti.

## Galleria d'immagini

Saggio 3B: Area cultuale; calice miniaturistico e frammento di terracotta architettonica votiva.
Saggio 2A: Gli isolotti IA, II, III lambiti da canali (MAF 1,2,3) nella fase 2B dell’età del Ferro.
Saggio 3B: Le due mangiatoie in corso di scavo.
Saggio 2A: Una delle ruote rinvenute nella colmata funzionale all’allargamento dell’isolotto IA.
Saggio 2A, MAF 35: Colmata realizzata con pareti giustapposte “a graticcio”.
Saggio 2A, MAF 36: Picconi in legno.
Picconi in legno.
Saggio 3B, MAF 2022: Cesta in vimini.
Saggio 3B, MAF 2019: Particolare di una bonifica con pareti “a graticcio”.